# Bheemasandra, Kanakapura
Bheemasandra là một làng thuộc tehsil Kanakapura, huyện Ramanagara, bang Karnataka, Ấn Độ.